# Moechotypa thoracica
Moechotypa thoracica är en skalbaggsart som först beskrevs av White 1858.  Moechotypa thoracica ingår i släktet Moechotypa och familjen långhorningar.
Artens utbredningsområde är Laos. Inga underarter finns listade i Catalogue of Life.